# Pierce LePage
Pierce LePage (Whitby, 22 gennaio 1996) è un multiplista canadese.

## Biografia
Approcciatosi all'atletica leggera a 12 anni e approdato al decathlon a 17 anni, LePage ha vinto nel 2015 il record canadese juniores della disciplina. Disputate le prime competizioni internazionali seniores di prove multiple a livello regionale a partire dal 2016, LePage è arrivato nel 2018 a vincere la medaglia d'argento ai Giochi del Commonwealth in Australia. Nel 2019 vince una medaglia di bronzo ai Giochi panamericani in Perù e partecipando ai Mondiali in Qatar, arrivando quinto dopo tutte le prove.
Dopo essersi classificato in quinta posizione alle Olimpiadi di Tokyo nel 2021, nei due anni successivi conquista due medaglie mondiali: nel 2022 arriva secondo a Eugene, mentre l'anno successivo si aggiudica il primo titolo iridato in carriera a Budapest.

## Palmarès
| Anno | Manifestazione          | Sede       | Evento    | Risultato | Prestazione | Note                                    |
| ---- | ----------------------- | ---------- | --------- | --------- | ----------- | --------------------------------------- |
| 2018 | Giochi del Commonwealth | Gold Coast | Decathlon | Argento   | 8171 p.     |                                         |
| 2019 | Giochi panamericani     | Lima       | Decathlon | Bronzo    | 8161 p.     |                                         |
| 2019 | Mondiali                | Doha       | Decathlon | 5º        | 8445 p.     |                                         |
| 2021 | Giochi olimpici         | Tokyo      | Decathlon | 5º        | 8649 p.     | Miglior prestazione personale           |
| 2022 | Mondiali                | Eugene     | Decathlon | Argento   | 8 701 p.    | Miglior prestazione personale           |
| 2023 | Mondiali                | Budapest   | Decathlon | Oro       | 8 909 p.    | Miglior prestazione mondiale stagionale |